# Nygårds Sogn

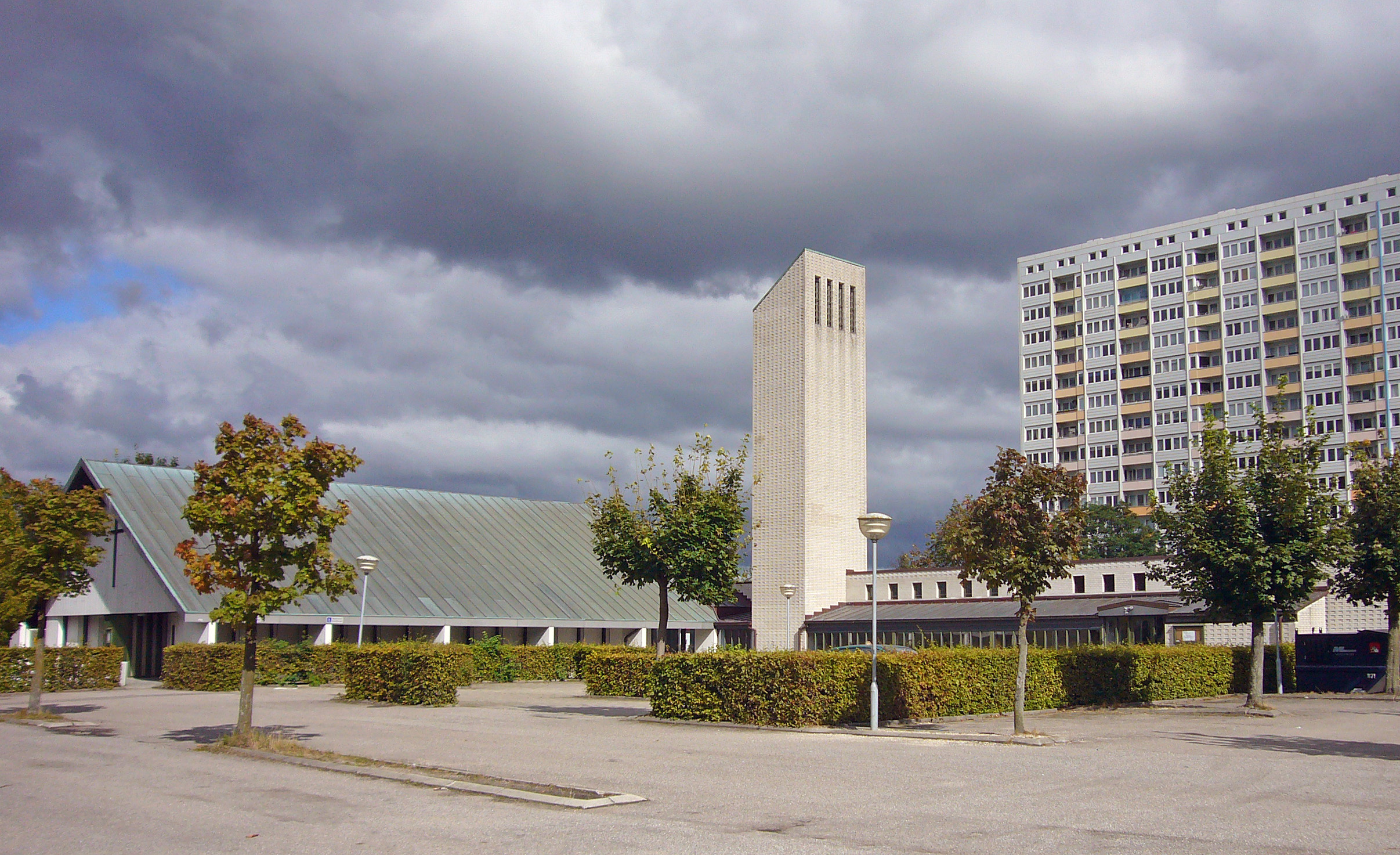
Nygårdskirken

Nygårds Sogn ist eine Kirchspielsgemeinde (dän.: Sogn) in der Gemeinde Brøndby im Vorortbereich der dänischen Hauptstadt Kopenhagen. Bis 1970 gehörte sie zur Harde Smørum Herred im damaligen Københavns Amt. Mit der Auflösung der Hardenstruktur wurde das Kirchspiel in die Kommune Brøndby aufgenommen, diese blieb mit der Kommunalreform zum 1. Januar 2007 unverändert, gehört aber seitdem zur Region Hovedstaden.
Am 1. Januar 2023 lebten 6401 Einwohner im Kirchspiel. Auf dem Gebiet des Kirchspiels liegt die „Nygårdskirken“.
Nachbargemeinden sind auf dem Gebiet der Rødovre Kommune im Norden Rødovre und im Osten Hendriksholm, im Süden Brøndbyøster, im Westen Brøndbyvester sowie im Nordwesten auf dem Gebiet der Glostrup Kommune das Kirchspiel Glostrup.